# Carlos Soler
Carlos Soler Barragán (* 2. ledna 1997 Valencie) je španělský profesionální fotbalista, který hraje na pozici středního záložníka za francouzský klub Paris Saint-Germain FC a za španělskou reprezentaci.

## Klubová kariéra

### Valencia
Soler začal svou profesionální kariéru ve Valencii. 10. prosince 2016 Soler debutoval v A-týmu při ligové prohře 3:2 s Realem Sociedad. Celkem v dresu Valencie nastoupil do 226 zápasů, vstřelil 36 gólů a v roce 2019 vyhrál s týmem Copa del Rey. 8. listopadu 2020 vstřelil svůj první hattrick v kariéře při ligovém vítězství 4:1 nad Realem Madrid, přičemž všechny tři góly padly z penalt.

### Paris Saint-Germain
V roce 2022 přestoupil za 18 milionů eur do Paris Saint-Germain; s klubem podepsal pětiletou smlouvu. Debutoval o pět dní později jako střídající hráč při domácím vítězství 2:1 nad Juventusem v Lize mistrů a 18. září odehrál i svůj první zápas v Ligue 1, a to proti Lyonu.

## Reprezentační kariéra
Na reprezentační scéně získal Soler se španělským týmem stříbrnou medaili na letních olympijských hrách v roce 2020. V roce 2021 debutoval v seniorské reprezentaci a zahrál si na mistrovství světa 2022.

## Statistiky

### Klubové
K 11. únoru 2023
| Klub                | Sezóna  | Liga    | Liga   | Liga | Pohár  | Pohár | Evropské poháry | Evropské poháry | Ostatní | Ostatní | Celkem | Celkem |
| Klub                | Sezóna  | Liga    | Zápasy | Góly | Zápasy | Góly  | Zápasy          | Góly            | Zápasy  | Góly    | Zápasy | Góly   |
| ------------------- | ------- | ------- | ------ | ---- | ------ | ----- | --------------- | --------------- | ------- | ------- | ------ | ------ |
| Valencia            | 2016/17 | La Liga | 23     | 3    | 3      | 0     | —               | —               | —       | —       | 26     | 3      |
| Valencia            | 2017/18 | La Liga | 33     | 1    | 4      | 0     | —               | —               | —       | —       | 37     | 1      |
| Valencia            | 2018/19 | La Liga | 31     | 2    | 7      | 0     | 13              | 2               | —       | —       | 51     | 4      |
| Valencia            | 2019/20 | La Liga | 28     | 2    | 3      | 0     | 5               | 1               | 1       | 0       | 37     | 3      |
| Valencia            | 2020/21 | La Liga | 32     | 11   | 2      | 1     | —               | —               | —       | —       | 34     | 12     |
| Valencia            | 2021/22 | La Liga | 32     | 11   | 6      | 1     | —               | —               | —       | —       | 38     | 12     |
| Valencia            | 2022/23 | La Liga | 3      | 1    | 0      | 0     | —               | —               | 0       | 0       | 3      | 1      |
| Valencia            | Celkem  | Celkem  | 182    | 31   | 25     | 2     | 18              | 3               | 1       | 0       | 226    | 36     |
| Paris Saint-Germain | 2022/23 | Ligue 1 | 15     | 2    | 3      | 2     | 5               | 1               | —       | —       | 23     | 5      |
| Celkem              | Celkem  | Celkem  | 197    | 33   | 28     | 4     | 23              | 4               | 1       | 0       | 249    | 41     |

### Reprezentační
K 11. únoru 2023
| Španělsko | Španělsko | Španělsko |
| Rok       | Zápasy    | Góly      |
| --------- | --------- | --------- |
| 2021      | 4         | 2         |
| 2022      | 10        | 2         |
| Celkem    | 14        | 4         |

#### Reprezentační góly
| Gól | Datum              | Místé                            | Soupeř    | Skóre | Výsledek | Soutěž                                |
| --- | ------------------ | -------------------------------- | --------- | ----- | -------- | ------------------------------------- |
| 1.  | 2. září 2021       | Friends Arena, Solna, Švédsko    | Švédsko   | 1:0   | 1:2      | Kvalifikace na Mistrovství světa 2022 |
| 2.  | 5. září 2021       | Nuevo Vivero, Badajoz, Španělsko | Gruzie    | 2:0   | 4:0      | Kvalifikace na Mistrovství světa 2022 |
| 3.  | 12. června 2022    | La Rosaleda, Málaga, Španělsko   | Česko     | 1:0   | 2:0      | Liga národů UEFA 2022/23              |
| 4.  | 23. listopadu 2022 | Al Thumama Stadium, Dauhá, Katar | Kostarika | 6:0   | 7:0      | Mistrovství světa 2022                |

## Ocenění

### Klubová

#### Valencia
- Copa del Rey: 2018/19[14]

### Reprezentační

#### Španělsko U21
- Mistrovství Evropy hráčů do 21 let: 2019;[15]

#### Španělsko U23
- Letní olympijské hry: 2020 (2. místo)[9]